# إرفينغ تي بوش
إرفينغ تي بوش (بالإنجليزية: Irving Tar Bush) هو شخصية أعمال أمريكي، ولد في 12 يوليو 1869 في بلدة ريدجواي في الولايات المتحدة، وتوفي في 21 أكتوبر 1948 في نيويورك في الولايات المتحدة.

## معرض صور

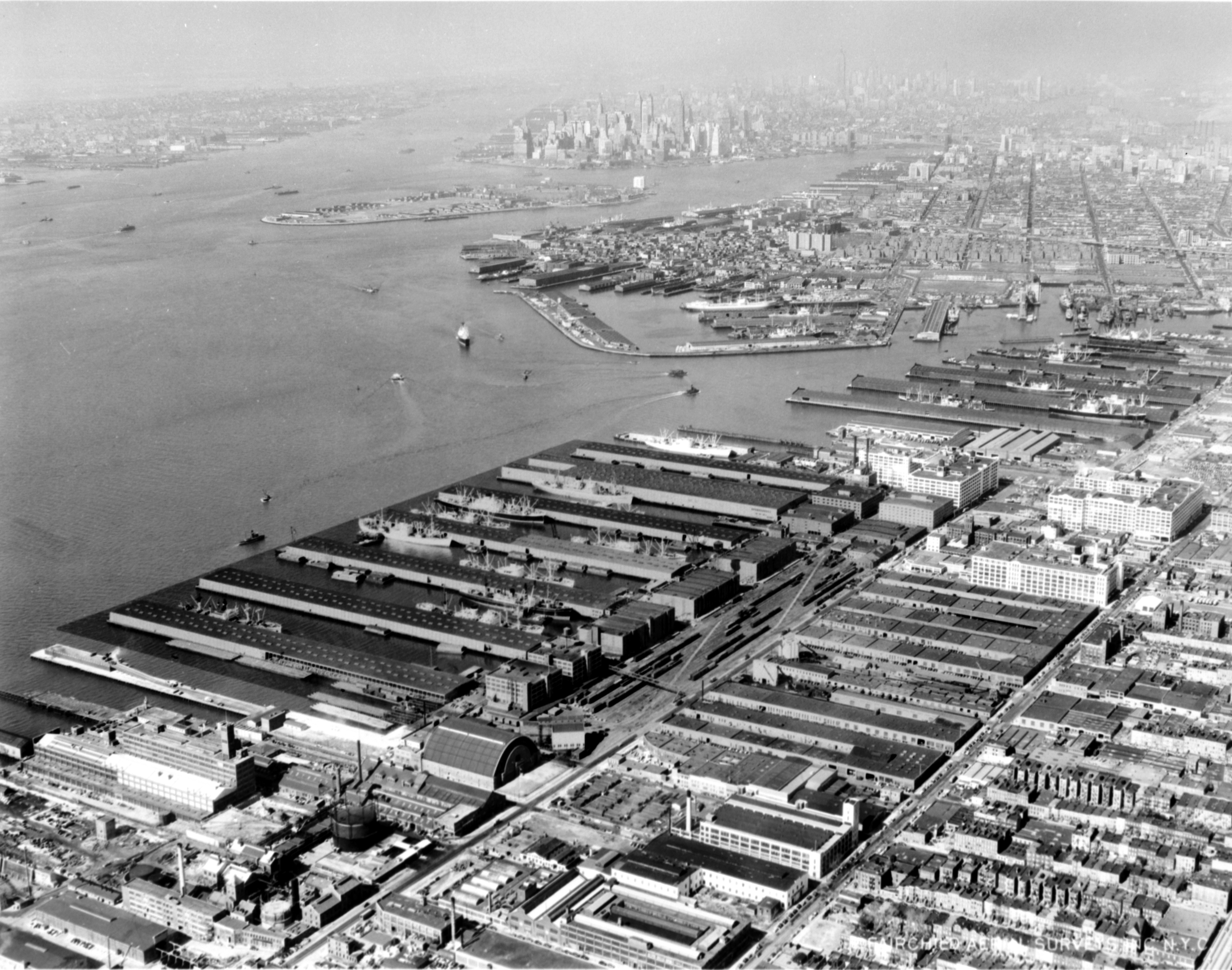
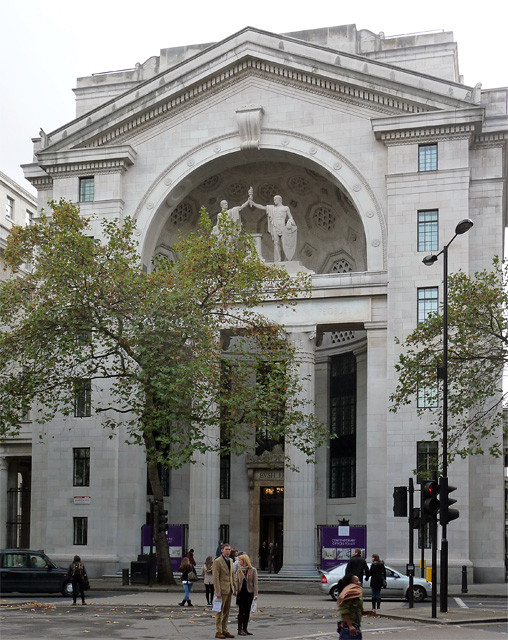
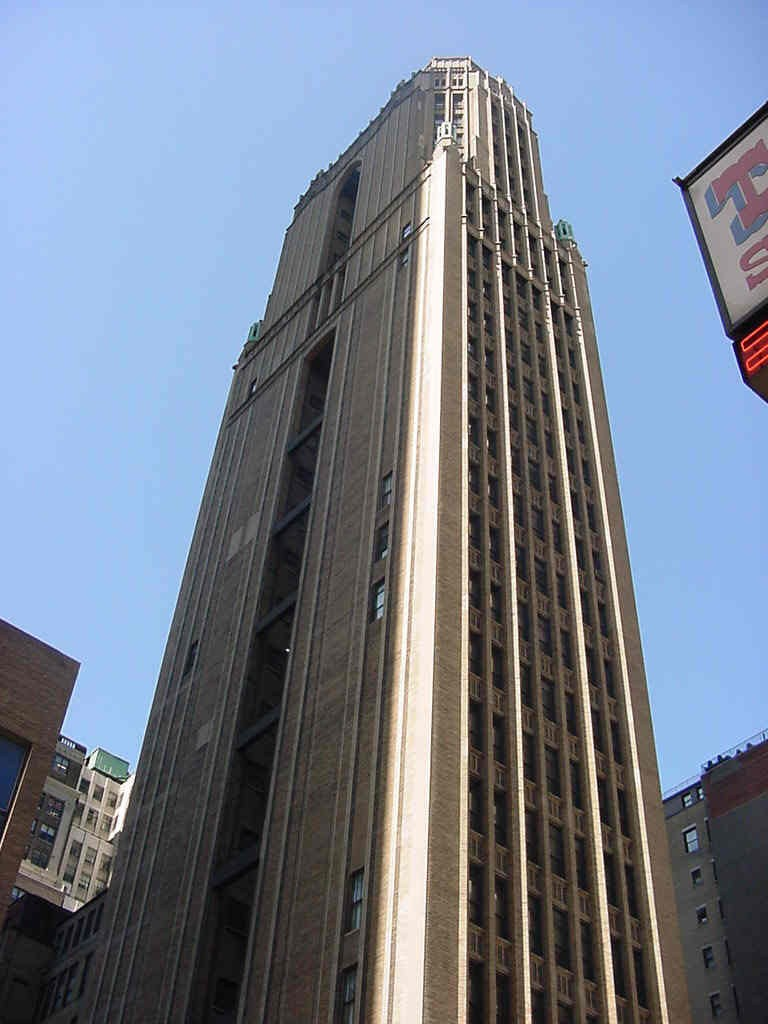